# Skandinavisk Aero Industri

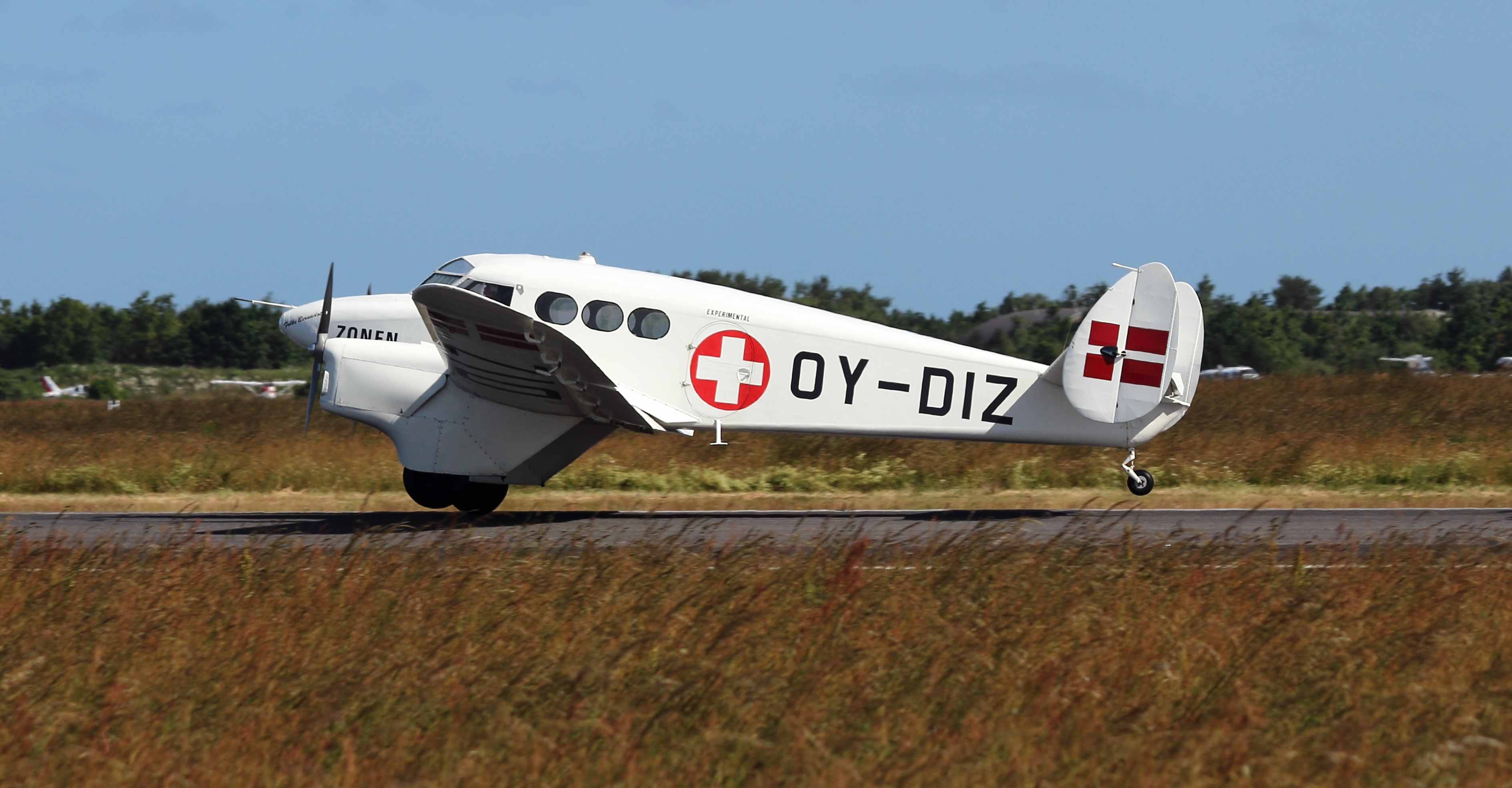
KZ-IV pendant le Danish Air Show 2014

Skandinavisk Aero Industri A/S (SAI) fut un constructeur aéronautique danois entre 1937 et 1954. La compagnie fut fondée par le technicien Viggo Kramme et l'ingénieur Karl Gustav Zeuthen et fut basée à Copenhague.
Les avions construits par la compagnie sont désignés par les lettres KZ pour Kramme et Zeuthen, le premier étant le KZ I en 1937. Le KZ IV fut construit comme ambulance volante pour Zone-Redningskorpset et produit en 1944. Après guerre, les ventes n'atteignirent jamais les espérances de la compagnie qui commença à perdre de l'argent au début des années 1950 et finit par fermer ses portes. En tout, environ 200 avions furent construits.
Un certain nombre d'avions ont été préservés. En 2006, Dansk Veteranflysamling, la collection danoise d'avions anciens, montre un exemplaire de chacun des 11 modèles d'avion construits par la compagnie.

## Aéronefs
| Nom                | Année   | Notes                                                                  |
| ------------------ | ------- | ---------------------------------------------------------------------- |
| KZ I               | 1937    | 1 Prototype saisi par les Allemands pendant la Seconde Guerre mondiale |
| KZ II              | 1937/38 | 3 sous-types ("Kupé", "Sport", "Trainer")                              |
| KZ G-I             | 1943    | Planeur                                                                |
| KZ III             | 1944    | Ambulance volante                                                      |
| KZ IV              | 1944    | Ambulance volante                                                      |
| KZ VII             | 1946    |                                                                        |
| KZ VIII            | 1949    | Avion de voltige aérienne                                              |
| KZ (IX) Ellehammer | 1950    | Réplique du Ellehammer construit en 1909                               |
| KZ X               | 1951    | Avion d'observation d'Artillerie                                       |